# Georges Senfftleben
Georges Senfftleben (født 19. december 1922 i Clamart, død 24. august 1998 i Èze) var en cykelrytter fra Frankrig. Han kørte primært banecykling, og vandt medaljer ved nationale, europæiske og verdensmesterskaberne.
Han startede ved 50 seksdagesløb, og vandt de syv. Blandt sejrene var 1954 ved løbet i Aarhus med makkeren Roger Godeau, og ved Københavns seksdagesløb i 1956 sammen med Dominique Forlini. Dette var også Senfftlebens sidste sejr.